# Werheide
Werheide ist ein Ortsteil im Stadtteil Alt Refrath von Bergisch Gladbach.

## Geschichte
Der Name Werheide greift den alten Gewannennamen Auf der Werheide auf, der im Urkataster nördlich der Steinbreche im Bereich der heutigen Straße verzeichnet ist. Die Hofstelle Werheide war aus einer mittelalterlichen Hofgründung hervorgegangen. Das Bestimmungswort Wer geht auf das mittelhochdeutsche wer/were (= Besitzrecht, Besitz) bzw. gewer (= rechtskräftig gesicherter Besitz) zurück. Es bezog sich auf das Nutzungsrecht des jeweiligen Bauern an der Allmende. Die Gewannenbezeichnung Auf der Werheide bezeichnet folglich eine Flur, die zu einer Allmende gehört. Eine andere Deutung zu dem Bestimmungswort wer bringt einen Bezug zum Widder, wonach es ein Weideplatz für Widder gewesen sei.
Der Ort ist auf der Preußischen Neuaufnahme von 1892 und auf späteren Messtischblättern regelmäßig als Werheide oder ohne Namen verzeichnet.
Aufgrund des Köln-Gesetzes wurde die Stadt Bensberg mit Wirkung zum 1. Januar 1975 mit Bergisch Gladbach zur Stadt Bergisch Gladbach zusammengeschlossen. Dabei wurde auch Werheide Teil von Bergisch Gladbach.
| Jahr | Einwohner | Wohn- gebäude | Kategorie | Politische / kirchliche Zugehörigkeit               |
| ---- | --------- | ------------- | --------- | --------------------------------------------------- |
| 1845 | 10        | 1             | Bauergut  | Bürgermeisterei Bensberg, Pfarre Bensberg           |
| 1871 | 13        | 2             | Hofstelle | Bürgermeisterei Bensberg                            |
| 1885 | 14        | 4             | Ortschaft | Bürgermeisterei Bensberg, Kirchspiel Refrath        |
| 1895 | 14        | 2             | Ortschaft | Bürgermeisterei Bensberg, Kirchspiel Refrath        |
| 1905 | 9         | 2             | Ortschaft | Bürgermeisterei Refrath, katholische Pfarre Refrath |